# Стаффорд, Гарри
Га́рри Ста́ффорд (англ. Harry Stafford; 29 ноября 1869, Кру, Чешир, Англия — 1940) — английский футболист. Известен по своим выступлениям за английские клубы «Кру Александра» и «Ньютон Хит» («Манчестер Юнайтед»).

## Клубная карьера
Гарри родился в городе Кру в графстве Чешир. Работал котельным мастером на местной железной дороге, а по субботам играл в футбол за «Саутпорт Сентрал».
В 1892 году Стаффорд перешёл в футбольный клуб «Кру Александра». В 1896 году ему предложили работу в железнодорожной компании «Ланкашир энд Йоркшир Рейлуэй», работники которой выступали за «Ньютон Хит». Стаффорд принял предложение и перешёл в клуб из Манчестера, в котором был назначен капитаном.
Гарет Дайкс в книге «The United Alphabet» отметил, что Стаффорд «отличался щёгольской одеждой, которая включала белые шляпы и яркие цветные жилетки».

Сенбернар Майор с ящиком для сбора пожертвований

Между тем, в начале XX века «Ньютон Хит» испытывал серьёзные финансовые проблемы, из-за которых клуб был на грани банкротства. С целью сбора средств клуб организовал четырёхдневный благотворительный «базар» в манчестерском «Сент-Джеймс Холл». Клубу требовалось собрать £1000, чтобы избежать банкротства. Даже «Манчестер Сити», конкуренты «Ньютон Хит», пожертвовали денег. Но по прошествии трёх дней «базара» стало ясно, что собранных средств не хватает. Капитан «Ньютон Хит» Гарри Стаффорд решил взять на «базар» своего пса породы сенбернар по кличке Майор (Major). Пёс свободно бродил по залу, а к его спине был привязан ящик для сбора пожертвований. На четвёртый день «базара» пёс выбежал на улицу и каким-то образом оказался у дома местного бизнесмена Джона Генри Дейвиса, владельца «Пивоваренной компании Манчестера». Дейвису понравился сенбернар, и он решил купить его для своей дочери. После этого состоялась встреча между Дейвисом и Стаффордом, в ходе которой последний смог убедить бизнесмена вложить деньги в «Ньютон Хит» в обмен на пса. «Ньютон Хит» был спасён от банкротства, а в 1902 году сменил название на «Манчестер Юнайтед».
Стаффорд был капитаном «Ньютон Хит» с 1896 по 1903 год, проведя за клуб в общей сложности 200 матчей и забив один гол (в Кубке Англии сезона 1900/1901). В 1903 году Гарри завершил футбольную карьеру, после чего управлял отелем в Рексеме, Денбишир, Уэльс, а затем переехал в Канаду, где также управлял крупным отелем.
Его сын, Гарри Стаффорд-младший, скончался 17 декабря 1988 года в возрасте 87 лет. В 2002 году появилась информация, что он мог быть одной из жертв серийного убийцы Гарольда Шипмана.

## Статистика выступлений
| Клуб             | Сезон            | Лига | Лига | Кубки | Кубки | Итого | Итого |
| Клуб             | Сезон            | Игры | Голы | Игры  | Голы  | Игры  | Голы  |
| ---------------- | ---------------- | ---- | ---- | ----- | ----- | ----- | ----- |
| Кру Александра   | 1890/91          |      |      | 1     | 0     | 1     | 0     |
| Кру Александра   | 1891/92          |      |      | 6     | 0     | 6     | 0     |
| Кру Александра   | 1892/93          | 21   | 0    | 0     | 0     | 21    | 0     |
| Кру Александра   | 1893/94          | 25   | 0    | 4     | 1     | 29    | 1     |
| Кру Александра   | 1894/95          | 21   | 2    | 1     | 0     | 22    | 2     |
| Кру Александра   | 1895/96          | 21   | 1    | 8     | 0     | 29    | 1     |
| Кру Александра   | Итого            | 88   | 3    | 20    | 0     | 108   | 3     |
| Ньютон Хит       | 1895/96          | 4    | 0    | 0     | 0     | 4     | 0     |
| Ньютон Хит       | 1896/97          | 24   | 0    | 8     | 0     | 32    | 0     |
| Ньютон Хит       | 1897/98          | 25   | 0    | 0     | 0     | 25    | 0     |
| Ньютон Хит       | 1898/99          | 33   | 0    | 2     | 0     | 35    | 0     |
| Ньютон Хит       | 1899/00          | 31   | 0    | 1     | 0     | 32    | 0     |
| Ньютон Хит       | 1900/01          | 30   | 0    | 3     | 1     | 33    | 1     |
| Ньютон Хит       | 1901/02          | 26   | 0    | 1     | 0     | 27    | 0     |
| Ньютон Хит       | 1902/03          | 10   | 0    | 2     | 0     | 12    | 0     |
| Ньютон Хит       | Итого            | 183  | 0    | 17    | 1     | 200   | 1     |
| Всего за карьеру | Всего за карьеру | 271  | 3    | 37    | 1     | 308   | 4     |